# Power Rangers : RPM
Chronologie
Jungle Fury Samurai
Power Rangers : RPM est la 17e saison  de la série télévisée américaine Power Rangers, adaptée du super sentai japonais Go-onger et produite par la Walt Disney Company.
Composée de 32 épisodes, elle a été diffusée aux États-Unis à partir du 7 mars 2009 et en France à partir du 5 décembre 2009 sur Disney XD, puis rediffusée à partir du 1er avril 2015 sur Canal J. C'est la seule saison à n'avoir jamais été diffusée sur une chaîne hertzienne ou de la TNT en France.

## Synopsis
Venjix, un virus informatique auto-conscient, a réussi à conquérir la Terre entière à l'exception de la cité-dôme de Corinth. Cette dernière est protégée par un dôme infranchissable créé par le docteur K, qui met son génie au service de la défense de la ville, et par les Power Rangers qui repoussent les assauts incessants des généraux de Venjix qui cherchent à faire tomber le dernier bastion de l'humanité. Les Rangers débutent au nombre de trois, et seront plus tard rejoints par Dillan et Ziggy, puis par Gem et Gemma.

## Distribution

### Ranger Opérateurs
| Acteurs                                   | Rôles                 | Rangers                             | !Armes                                                                        | Pouvoirs                             | Véhicules         | Zords                              |
| ----------------------------------------- | --------------------- | ----------------------------------- | ----------------------------------------------------------------------------- | ------------------------------------ | ----------------- | ---------------------------------- |
| Eka Darville (VFB : Philippe Allard)      | Scott Truman          | Ranger Opérateur de la série rouge  | Morpher RPM, Cartouche Moteur, Nitro Blaster, Sabre Lumière                   | attaque Éclair                       | Nissan Sylvia 94  | Aigle Zord, PaléoZord              |
| Ari Boyland (VFB : Alessandro Bevilacqua) | Flynn McAllistair     | Ranger Opérateur de la série bleue  | Morpher RPM, Cartouche Moteur, Nitro Blaster, Turbo Canon                     | Impulsion de Manipulation temporelle | Hummer            | Car Lion, Roue d'attaque Zord      |
| Rose McIver (VFB : Sophie Landresse)      | Summer Landsdown      | Ranger Opérateur de la série jaune  | Morpher RPM, Cartouche Moteur, Nitro Blaster, Nitro Bélier                    | Décharge d'énergie                   | Moto-Cross        | Ours Buggy                         |
| Milo Cawthorne (VFB : Stéphane Pelzer)    | Ziggy Grover          | Ranger Opérateur de la série verte  | Morpher Accélérateur, Cartouche Moteur, Nitro Blaster, Hache Turbo magnétique | Téléportation                        |                   | Requin Fonceur, Croco Transporteur |
| Dan Ewing (VFB : Alexandre Crépet)        | Dillan (Dillon en VO) | Ranger Opérateur de la série noire  | Morpher Accélérateur, Cartouche Moteur, Nitro Blaster, Super Blaster          | Bouclier d'invincibilité             | Pontiac GTO noire | Loup Croiseur, Croco Transporteur  |
| Mike Ginn                                 | Gem                   | Ranger Opérateur de la série or     | Morpher Ciel, Lame Nuage                                                      |                                      |                   | Faucon Hélicoptère, Baleine Zord   |
| Li Ming Hu                                | Gemma                 | Ranger Opérateur de la série argent | Morpher Ciel, Lame Nuage                                                      |                                      |                   | Tigre Avion, Baleine Zord          |

### Amis

#### Force de défense de Corinth
- Docteur K (Olivia Tennet) : Le Docteur K est un enfant prodige élevé dans le centre de réflexion appelé Soup Alphabet, où elle développe des technologies pour eux, notamment en piratant la Grille de Transformation, qu'elle appelle le Bio-Énergétique, afin de créer les pouvoirs de la série Ranger Opérateurs et le virus Venjix. Le Docteur K reste distante et sans amis jusqu'à sa rencontre avec Gem et Gemma, qu'elle considère comme ses meilleurs amis jusqu'à ce qu'ils soient présumés morts lorsqu'elle s'échappe du centre de réflexion après avoir libéré le virus Venjix sur Terre. Pour se racheter de cette erreur, le Docteur K travaille avec la Force de défense de Corinth pour former une équipe qui utilise ses combinaisons de la série Ranger Opérateurs. Elle garde son identité secrète, préférant utiliser un ordinateur avec un filtre vocal pour communiquer avec son équipe jusqu'à ce qu'elle révèle son identité après avoir été critiquée pour son manque de confidentialité. Elle est froide et distante avec son équipe au début, jusqu'à ce qu'elle retrouve ses meilleurs amis, Gem et Gemma, où elle se rapproche de son équipe. Après que Venjix ait été présumément détruit, elle ouvre une école avec Ziggy, le Ranger Opérateur de la série verte, où elle enseigne aux étudiants la physique du Bio-Énergétique, les marionnettes d'ombres et la cuisine.
- Colonel Mason Truman (James Gaylyn) : Le colonel Mason Truman était le chef d'une escadre militaire aérienne connue sous le nom d'Escadron Aigle et le père de deux fils, Marcus Truman, Aigle 1, et Scott Truman, qui devient le Ranger Opérateur de la série rouge. Il devient le directeur en chef de la Force de défense de Corinth après l'activation des boucliers de Corinth et est responsable de la défense et de la protection de Corinth contre les attaques. Il est souvent en désaccord avec son fils, Scott Truman, les deux ayant souvent des opinions divergentes sur leurs méthodes pour protéger Corinth. Lorsqu'il découvre que le Docteur K est responsable de la création de Venjix après avoir trouvé des enregistrements de son encodage de Venjix, il tente de l'arrêter jusqu'à ce qu'il se rende compte qu'elle est essentielle pour repousser Venjix et maintenir Corinth en sécurité. Après la présumée destruction de Venjix, il ressuscite l'Escadron Aigle et recrute son fils pour devenir Aigle 1.
- Caporal Hicks (Damian Avery) : Le caporal Hick est le second commandant du Colonel Truman et un membre de la Force de défense de Corinth. Il est révélé à son insu qu'il était un hybride après que Kiloboss (Kiloboss V.O.) utilise un dispositif pour activer tous les hybrides dormants se trouvant à l'intérieur de Corinth.
- Vasquez (Mia Koning) : Vasquez est un membre de la Force de défense de Corinth responsable de s'assurer que les boucliers de la ville de Corinth fonctionnent efficacement. Elle est chargée de gérer tous les systèmes informatiques de Corinth lorsque le (Generation 3 Chemical Bot) endort tous les hommes de Corinth, et elle aide les Ranger Opérateurs féminines à repousser une attaque en utilisant les contrôles météorologiques de Corinth. Il est révélé à son insu qu'elle était un hybride après que Kiloboss (Kiloboss V.O.) utilise un dispositif pour activer tous les hybrides dormants se trouvant à l'intérieur de Corinth.
- Commandant Murdoch (Kévin J. Wilson) : Le Commandant Murdoch était un soldat actif pendant la bataille de Corinth, où il a été capturé et envoyé dans une prison jusqu'à ce qu'il s'échappe avec un groupe de personnes sauvées par Gem, le Ranger Opérateur de la série or, et Scott Truman, le Ranger Opérateur de la série rouge.

#### Corinth
- Mr. et Mme Landsdown (Stephen Papps et Angela Shirley) : Monsieur et Madame Landsdown sont les riches parents de Summer Landsdown, la Ranger Opérateur de la série jaune, qui ont perdu leur fortune après que Venjix a corrompu tous les ordinateurs de la Terre. Ils ont accepté que Summer devienne une Ranger Opérateur pendant un an en échange de son mariage avec un garçon fortuné, mais ils changent d'avis en voyant à quel point le travail de Summer est important pour protéger les citoyens de Corinth.
- Mr. McAllistair (Jason Hoyte) : Monsieur McAllistair est un simple mécanicien originaire d'Écosse et le père de Flynn McAllistair, le Ranger Opérateur de la série bleue, qui tente de dissuader Flynn de poursuivre ses aspirations à aider les autres et de suivre ses propres pas. Cependant, il change d'avis pendant la bataille de Corinth lorsqu'il est témoin de Flynn en train de sauver des personnes, et il décide de continuer son travail en tant que mécanicien à Corinth. Après que Venjix est présumé détruit, il fait équipe avec son fils pour développer des technologies pour Corinth.

### Ennemis

#### Palais de Venjix
Le Palais de Venjix est un château mécanique utilisé par Venjix et ses généraux comme base d'opérations dans les Terres Désolées. Le Palais de Venjix est laissé vacant après que Venjix soit vaincu par les Ranger Opérateurs.
- Venjix (Andrew Laing) : Venjix est un virus informatique conscient créé et utilisé par le Docteur K pour échapper au laboratoire de recherche Soup Alphabet. Cependant, elle n'a pas réussi à installer un pare-feu, et Venjix a commencé à se propager sur toute la Terre. Venjix a finalement réussi à prendre le contrôle de la planète entière, à l'exception de la ville de Corinth. Venjix a la capacité de créer des robots et des engins volants qu'il utilise pour mener sa conquête de Corinth. Il finit par se lasser de son armée qui lui échoue et décide de construire plusieurs corps pour les piloter lui-même. Pour réaliser sa conquête finale de la Terre, Venjix prévoit d'utiliser un dispositif pour activer tous les hybrides de Corinth et les utiliser pour prendre enfin le contrôle de la ville sous dôme. Cependant, ses plans sont contrecarrés lorsque Tenaya 15 envoie un virus dans son système central. Son corps ultime est détruit lorsque la tour de contrôle s'effondre sur lui, et il est présumé effacé. Cependant, on découvre que Venjix a survécu et on le voit pour la dernière fois sous la forme d'un œil clignotant dans le Morpher RPM de Scott Truman.
- Général Shifter (Mark Mitchinson) : Le Général Shifter est un robot d'attaque de la 5ème génération de couleur dorée utilisé par Venjix pour créer des robots d'attaque afin d'attaquer la ville de Corinth. Après que Tenaya 7 a fait dysfonctionner son Hyper Bot, pour se venger du fait que Shifter ait choisi le camp de Kiloboss au lieu du sien, et qu'il attaque Venjix, le Général Shifter est banni par Venjix. Après son bannissement, il décide d'attaquer Corinth lui-même et d'utiliser son Hyper Bot pour détruire les Ranger Operateurs et ensuite Venjix. Après la destruction de son Hyper Bot, il utilise un morceau de celui-ci pour renforcer l'un de ses bras et affronte les Ranger Operateurs lui-même. Sa forme renforcée est cependant détruite par le RPM Ultrazord, et lui-même est détruit lors d'un duel en tête-à-tête contre le Ranger Opérateur de la série rouge. Son corps survit cependant et est utilisé pour construire un corps final pour Venjix.
- Général Crunch (Charlie McDermott) : Le Général Crunch est un robot d'attaque un peu étourdi qui servait avec enthousiasme le Réseau Informatique Venjix, peu importe les plans étranges qu'il pouvait avoir. Malgré ses maladresses et sa légèreté, le Général Crunch est un combattant compétent sur le champ de bataille, capable de tenir tête à Tenaya 15 avant sa disparition lors de la destruction de la tour de contrôle de Corinth.
- Tenaya 7 / Tenaya 15 (Adelaide Kane) (VF : Maia Baran) : Tenaya 7 est un hybride dont l'esprit a été complètement effacé, la faisant croire qu'elle était un robot d'attaque de génération 7 ayant l'apparence humaine. En réalité, elle est la sœur humaine aveugle de Dillan, le Ranger Opérateur de la série noire, et elle est d'abord chargée de se faire passer pour une candidate potentielle au poste de Ranger Opérateur de la Série. Elle est presque sur le point de réussir cette mission lorsque Ziggy Grover se lie lui-même avec le Morpher Accélérateur. Tenaya est une combattante compétente, capable de se battre seule contre les Ranger Opérateur, et elle est équipée de nombreuses armes et capacités, notamment un pistolet à main et la capacité de détacher sa main et de la contrôler à distance. Tenaya finit par découvrir qu'elle est en réalité humaine après s'être vue saigner lors d'un combat avec le Ranger Opérateur de la série noire, et elle remet en question son rôle dans la vie. Elle fait défection du côté du bien pendant un court laps de temps, mais elle est capturée par Kiloboss et subit un lavage de cerveau pour servir Venjix sans réfléchir, subissant des améliorations et étant rebaptisée Tenaya 15. Lors de la bataille finale contre Venjix, Tenaya reçoit un remède de Dillon qui la libère du contrôle de Venjix et elle aide les Rangers à le détruire définitivement. Après avoir détruit Venjix, elle quitte Corinth avec Dillon et Summer Landsdown pour parcourir les Terres désolées.
- Kiloboss (Leighton Cardno) : Kiloboss est le général le plus redouté de Venjix, qui est revenu au Palais de Venjix après avoir erré dans les Terres désolées pendant une période non divulguée. Kiloboss développe rapidement une rivalité avec Tenaya 7 et tente de contrecarrer ses plans ou de lui voler ses idées. Après que Tenaya 7 a fait défection du côté du bien en découvrant qu'elle est humaine, Kiloboss la recapture, lui fait subir des améliorations et lui efface la mémoire, la transformant en Tenaya 15. Cela se retourne finalement contre lui, car Venjix commence à lui préférer Tenaya 15. Après avoir perdu son combat contre l'Ultrazord des Rangers, Kiloboss survit mais perd l'estime de son maître. Kiloboss tente alors de regagner les faveurs de son maître en devenant plus puissant et en affrontant les Ranger Opérateurs lui-même, et en activant un dispositif pour réveiller les hybrides dormants avant que Venjix ne soit prêt. Cela lui fait perdre encore plus les faveurs de Venjix qui le chasse. Venjix ordonnera à Tenaya de le détruire une fois la ville conquise sans savoir que Kiloboss a tout entendu. Kiloboss tente de détruire Tenaya 15 une fois pour toutes, mais il échoue et est détruit par une explosion du Turbo Blaster.
- Grinders : Les Grinders sont des guerriers robotiques utilisés par le Réseau Informatique Venjix en tant que soldats de base.
- Drones de Venjix : Les Drones de Venjix sont des véhicules d'assaut terrestres et aériens utilisés par le Réseau Informatique Venjix.
  - Drone Personnel de Venjix : Le drone personnel de Venjix est un drone Venjix spécial de couleur verte qu'il utilise lorsqu'il habite son corps de 13ème génération.

## Armes
- Morpher RPM ◆◆◆ : Les Morphers RPM sont les outils nécessaires à Scott Truman, Flynn McAllistair et Summer Landsdown pour se transformer en Rangers Opérateurs.
- Morphers Accélérateurs ◆◆ : Les Morphers Accélérateurs sont les outils nécessaires à Ziggy Grover et Dillon pour se transformer en Rangers Opérateurs.
- Morpher Ciel ◆◆ : Les Morphers Ciel sont les outils nécessaires à Gem et Gemma pour se transformer en Rangers Opérateurs.
- Cartouches Moteur ◆◆◆◆◆◆◆ : Les Cartouches Moteur sont des dispositifs créés par le Docteur K pour alimenter l'équipement des Ranger Opérateurs après avoir reçu de l'énergie du Champs Bio-Énergétique via son ordinateur. Les Cartouches Moteur sont insérées dans les mini-Véhicules d'Assaut Zord qui sont invoqués à partir des logos présents sur les combinaisons des Rangers pour restaurer les Zords dans leur taille normale.
- Blaster Rail : Le  Blaster Rail est une arme de type blaster à thème ferroviaire utilisée par le Ranger Opérateur de la série rouge pour combattre Kiloboss.
  - Nitro Blaster ◆◆◆◆◆ : Les Nitro Blasters sont des armes de type blaster utilisées par les Rangers Opérateurs.
  - Sabre Rail : Le  Blaster Rail peut également se transformer en une arme de type épée appelée le Sabre Rail.

- Volant Blasters ◆◆◆◆◆ : Les Volant Blasters sont des armes de type blaster à thème de roue utilisées par les Rangers Opérateurs pour piloter leurs Zords. Les Wheel Blasters peuvent également être utilisés en combat comme des blasters.
- attaque Stratosphérique ◆◆ : L'attaque Stratosphérique est une arme de type blaster formée lorsque la Lame Nuage est combinée avec le Morpher Ciel.
  - Lames Nuage ◆◆ : Les Lames Nuage sont les armes personnelles de style épée utilisées par le Ranger Opérateur de la série Or et le Ranger Opérateur de la série Argent.

- RPM Mega Bélier ◆◆◆◆◆ : Le RPM Mega Bélier est une arme de type blaster formée lorsque les cinq principaux Ranger Opérateurs combinent leurs armes.
  - Turbo Blaster ◆◆◆ : Le Turbo Blaster est une arme de type blaster formée lorsque les Rangers Opérateur de la série rouge, Opérateur de la série bleue et Opérateur de la série jaune combinent leurs armes.
    - Sabre Lumière : Le Sabre Lumière est l'arme personnelle du Ranger Opérateur de la série rouge, qui a une apparence similaire à une épée de style urbain.
    - Turbo Canon : Le Turbo Canon est l'arme personnelle du Ranger Opérateur de la série bleue, qui a une apparence similaire à un canon lanceur de style turbo.
    - Nitro Bélier : Le Nitro Bélier est l'arme personnelle de la Ranger Opérateur de la série jaune, qui a une apparence similaire à un chargeur.

  - Lanceur à Turbo Plasma ◆◆ : Le Lanceur à Turbo Plasma est une arme de type lanceur formée lorsque les Rangers Opérateur de la série verte et Opérateur de la série noire combinent leur s armes.
    - Hache Turbo magnétique : La Hache Turbo magnétique est l'arme personnelle du Ranger Opérateur de la série verte, qui a une apparence similaire à une hache.
    - Super Blaster : Le Super Blaster est l'arme personnelle du Ranger Opérateur de la série noire, qui a une apparence similaire à un pistolet lanceur de projectiles.

- Projet GO-ONGER (Gyro-Omnibus d'opération nomade à guidage électronique et radar) : Le Projet GO-ONGER est un van qui appartenait au Colonel Truman et qui était utilisé par les Ranger Opérateurs lorsqu'ils se rendaient dans les Terres désolées pour trouver la ville natale de Dillan. Il est détruit par une bombe placée par Dyna Bot.
- Nissan Sylvia 94 : Le véhicule personnel de Scott Truman est utilisé par lui pour se déplacer autour de Corinth et du désert.
- Hummer : Le véhicule personnel de Flynn McAllistair est utilisé par lui pour se déplacer autour de Corinth et du désert.
- Moto-Cross : Le véhicule personnel de Summer Landsdown est utilisé par elle pour se déplacer autour de Corinth et du désert.
- Pontiac GTO noire : Le véhicule personnel de Dillan est utilisé par lui pour se déplacer à travers Corinth et les Terres désolées.

## Zords

### Véhicules d'assaut Zords
- Aigle Zord : L'Aige Zord est un Zord de type aigle/voiture de course piloté par le Ranger Opérateur de série la rouge.
- Car Lion : Le Car Lion est un Zord de type lion/autobus piloté par le Ranger Opérateur de la série bleue.
- Ours Buggy : L'Ours Buggy est un Zord de type ours/quad piloté par la Ranger Opérateur de la série jaune.
- Requin Fonceur : Le Requin Fonceur est un Zord de type requin/moto piloté par le Ranger Opérateur de la série verte.
- Loup Croiseur : Le Loup Croiseur est un Zord de type loup/voiture de police piloté par le Ranger Opérateur de la série noire.
- Croco Transporteur : Le Croco Transporteur est un Zord ressemblant à un crocodile/remorque utilisé par le Ranger Opérateur de la série verte et le Ranger Opérateur de la série noire pour former le Maxi Carbu Megazord.
- Faucon Hélicoptère : Le Faucon Hélicoptère est un Zord ressemblant à un faucon/hélicoptère qui est piloté par le Ranger Opérateur de la série or.
- Tigre Avion : Le Tigre Avion est un Zord ressemblant à un tigre/avion à réaction qui est piloté par la Ranger Operateur de la série argent.
- Baleine Zord : La Baleine Zord est un Zord ressemblant à une baleine/avion qui était à l'origine une arme de destruction massive de Venjix que le Docteur K a convertie en bien. La Baleine Zord est utilisée par le Ranger Opérateur de la série or et la Ranger Operateur de la série argent pour former le Mach Megazord.

### Roue d'attaque Zord
- Roue d'attaque Zord : La Roue d'attaque Zord est un Zord ressemblant à une roue humanoïde qui a été conçu par Flynn et Gemma pour aider les Ranger Opérateurs lors des combats géants.

### Paléozords
- Paléozord 1 – Mammouth : Le Paléozord 1 est un Zord ressemblant à un mammouth/train qui a été conçu par le Docteur K pendant son mandat à Soup Alphabet et découvert par les Ranger Operateurs dans une chaîne de montagnes à Corinth. Après avoir été apprivoisé par le Ranger Opérateur de la série rouge, le Paléozord 1 est piloté par lui lors des combats.
- Paléozord 2 – T-Rex : Le Paléozord 2 est un Zord ressemblant à un tyrannosaure/train qui a été conçu par le Docteur K pendant son mandat à Soup Alphabet et découvert par lesRanger Operateurs dans une chaîne de montagnes à Corinth. Après avoir été apprivoisé par le Ranger Opérateur de la série rouge, le Paléozord 2 est piloté par lui lors des combats.
- Paléozord 3 – Tricératops : Le Paléozord 3 est un zord ressemblant à un tricératops/train qui a été conçu par le Docteur K pendant son mandat à Soup Alphabet et découvert par les Ranger Operateurs dans une chaîne de montagnes à Corinth. Après avoir été apprivoisé par le Ranger Opérateur de la série rouge, le Paléozord 3 est piloté par lui lors des combats.

## Megazords
- Super Octane Megazord ◆◆◆ : L'Aige Zord, le Car Lion et l'Ours Buggy peuvent se combiner les uns avec les autres pour former le Super Octane Megazord.
  - Super Octane Megazord avec Requin Fonceur ◆◆◆◆ : Le Super Octane Megazord peut se combiner avec le Requin Fonceur pour former le Super Octane Megazord avec Requin Fonceur.
  - Super Octane Megazord avec Loup Croiseur ◆◆◆◆ : Le Super Octane Megazord peut se combiner avec le Loup Croiseur pour former le Super Octane Megazord avec Loup Croiseur.
  - Super Octane Megazord avec Faucon Hélicoptère et Tigre Avion ◆◆◆◆◆ : Le Super Octane Megazord peut se combiner avec le Faucon Hélicoptère et le Tigre Avion pour former le Super Octane Megazord avec Faucon Hélicoptère et Tigre Avion.
- Maxi Carbu Megazord ◆◆◆ : Le Requin Fonceur, le Loup Croiseur et le Croco Transporteur peuvent se combiner les uns avec les autres pour former le Maxi Carbu Megazord.
  - Maxi Carbu Megazord avec Faucon Hélicoptère ◆◆◆ : Le Faucon Hélicoptère peut remplacer le Requin Fonceur pour former le Maxi Carbu Megazord avec Faucon Hélicoptère.
- Zénith Megazord ◆◆◆◆◆◆ : Le Super Octane et le Maxi Carbu Megazord peuvent se combiner pour former le Zénith Megazord.
- Mach Megazord ◆◆◆ : Le Faucon Hélicoptère, le Tigre Avion et la Baleine Zord peuvent se combiner pour former le Mach Megazord.
  - Mach Megazord avec Requin Fonceur ◆◆◆ : Le Requin Fonceur peut remplacer le Faucon Hélicoptère pour former le Mach Megazord avec Requin Fonceur.
- Strato Megazord ◆◆◆◆◆◆◆◆◆ : Le Zénith Megazord peut se combiner avec le Mach Megazord pour former le Strato Megazord.
- PaléoMax Megazord ◆❖❖ : Les Paléozords peuvent se combiner les uns avec les autres pour former le PaléoMax Megazord.
- RPM Ultrazord ◆◆◆◆◆◆◆◆◆◆❖❖ : Le Strato Megazord peut se combiner avec le PaléoMax Megazord pour former le RPM Ultrazord.

## Épisode de la dix–septième saison (2009)
| No de production | No d'épisode | Titre français             | Titre original             | Première diffusion ( États-Unis) |
| ---------------- | ------------ | -------------------------- | -------------------------- | -------------------------------- |
| 669              | 01           | La route de Corinth        | The Road to Corinth        | 7 mars 2009                      |
| 670              | 02           | Série noire                | Fade to Black              | 7 mars 2009                      |
| 671              | 03           | L'averse                   | Rain                       | 14 mars 2009                     |
| 672              | 04           | Feu vert                   | Go For the Green           | 14 mars 2009                     |
| 673              | 05           | L'attaque de la main       | Handshake                  | 28 mars 2009                     |
| 674              | 06           | Ranger vert                | Ranger Green               | 4 avril 2009                     |
| 675              | 07           | Ranger rouge               | Ranger Red                 | 11 avril 2009                    |
| 676              | 08           | Ranger jaune 1ère partie   | Ranger Yellow, Part 1      | 18 avril 2009                    |
| 677              | 09           | Ranger jaune 2ème partie   | Ranger Yellow, Part 2      | 18 avril 2009                    |
| 678              | 10           | Ranger bleu                | Ranger Blue                | 25 avril 2009                    |
| 679              | 11           | Docteur K                  | Doctor K                   | 25 avril 2009                    |
| 680              | 12           | Mémoire perdue             | Blitz                      | 25 avril 2009                    |
| 681              | 13           | Comme deux frères          | Brother's Keeper           | 2 mai 2009                       |
| 682              | 14           | Venjix arrive              | Embodied                   | 9 mai 2009                       |
| 683              | 15           | Les fantômes               | Ghosts                     | 22 juin 2009                     |
| 684              | 16           | Piégés                     | In or Out                  | 22 juin 2009                     |
| 685              | 17           | Prisonniers                | Prisoners                  | 6 juillet 2009                   |
| 686              | 18           | Le ventre de la bête       | Belly of the Beast         | 6 juillet 2009                   |
| 687              | 19           | Synchronisation            | Three's a Crowd            | 29 juin 2009                     |
| 688              | 20           | La médaille du mérite      | Heroes Among Us            | 29 juin 2009                     |
| 689              | 21           | Court-circuit              | Not So Simple              | 29 juin 2009                     |
| 690              | 22           | Les filles du dôme         | The Dome Dolls             | 11 juillet 2009                  |
| 691              | 23           | Les coulisses              | And… Action                | 11 juillet 2009                  |
| 692              | 24           | Le PaléoZord               | Ancient History            | 9 juillet 2009                   |
| 693              | 25           | Lien de parenté            | Key to the Past            | 9 juillet 2009                   |
| 694              | 26           | Sans aucun doute           | Beyond a Doubt             | 12 août 2009                     |
| 695              | 27           | Tenaya nouvelle version    | Control-Alt-Delete         | 12 août 2009                     |
| 696              | 28           | Cours, Ziggy, cours !      | Run Ziggy Run              | 26 septembre 2009                |
| 697              | 29           | Si Venjix gagnait          | If Venjix Won              | 26 septembre 2009                |
| 698              | 30           | Fin de partie              | End Game                   | 3 octobre 2009                   |
| 699              | 31           | Face au destin 1ère partie | Danger and Destiny, Part 1 | 14 novembre 2009                 |
| 700              | 32           | Face au destin 2ème partie | Danger and Destiny, Part 2 | 26 décembre 2009                 |

## Autour de la série
Il s'agit de la première saison à être doublée en Belgique après 16 saisons doublées en France.